# Слободан Малдини
Слободан Малдини (Рума, 1956) српски је архитекта, универзитетски професор Новосадског Универзитета и писац. Аутор је и издавач капиталног дела Илустрована енциклопедија архитектуре и урбанизма у два тома, као и књиге Историја српске уметности XVIII-XXI век, објављена у два тома на српском и енглеском језику.

## Биографија
Дипломирао је на Архитектонском факултету у Београду 1980. Похађао је специјалистичке и постдипломске студије у земљи и иностранству. Током 1977. специјализује архитектуру италијанске ренесансе у Вићенци, Италија, код професора James S. Ackermana (Harvard University) и професора Wolfganga Lotza (Cambridge, Mass, MIT).
Члан је групе МЕЦ од 1981. године. Члан је УЛУПУДС-а од 1984. и добитник награде Удружења.
Један је од најранијих протагониста постмодерног покрета у архитектури у некадашњој Југославији почетком 1980-тих година.
Аутор је спомен-обележја у Клини, Косово и Метохија, које је на позив француског министра културе Жака Ланга излагао на Париском бијеналу. Након интерпретације његовог уметничког дела као политичке провокације, у јеку српско-албанског сукоба на Космету, спомен-обележје је уклоњено, у саглсају са Слободаном Милошевићем.
У периоду од 2000 до 2006. Малдини је предавао теорију архитектонског дизајна на Архитектонском факултету у Новом Саду, држао је четири курса предавања на теме: пројектовање зграда банака, хотелских зграда, библиотека и школа.
Написао је неколико књига, међу њима је најважнија Енциклопедија архитектуре - „Илустрована енциклопедија архитектуре и урбанизма” у два тома са преко 30 500 одредница и 6 000 илустрација. 
Писао је и на друге теме, књиге које се могу прочитати на интернету и некомерцијалног су карактера.
Није одустао од објављивања „Енциклопедије архитектуре” у целости. Због те, на српском језику најпотпуније енциклопедије архитектуре и урбанизма, подигао је кредит да би могао један њен део да објави.
Учествовао је на отвореном конкурсу за Споменик Стефану Немањи у Београду, за који је предложио апстрактну фигуру у духу савремене уметности.
Био је учесник на многобројним изложбама, међу којима су најзначајније: Biennale de Paris (1985), Biennale di Venezia (1985), заједно са другим значајним ауторима савремене архитектуре, као што су: Алдо Роси, Тадао Андо, Марио Бота, Ралф Ерскине, Норман Фостер, Франк О. Гехри, Фумихико Маки, Рафаел Монео, Ренцо Пијано, Заха Хадид, Ричард Роџерс и други.
Малдини наводи да као архитекта себе сматра најамним радником.

## Награде и признања
- Добитник је више награда за архитектонске пројекте и учесник је на бројним изложбама.
- Награда за графички најлепше изведену књигу на Сајму књига у Београду, 2012 „Лексикону архитектуре и уметничког занатства”, у издању „Службеног гласника”.

## Дела

### Архитектонска
- Споменички комплекс „Братство Јединство” у месту Клина, на Косову, који је срушен 1991.
- Идејно урбанистичко-архитектонско рјешење Меморијалног центра у Спомен-подручју Доња Градина, Меморијални центар Доња Градина - кућа истине о страдању у Јасеновцу

### Књиге
- Сенке богова - десет огледа о архитектури[6]
- Илустрована енциклопедија архитектуре и урбанизма у два тома, 2004, капитално дело[7] Исцрпно сачињена енциклопедија из архитектуре и њој сродних области, урбанизма, дизајна, ентеријера, зградарства, примењених уметности. Енциклопедија садржи и индекс око 3 000 познатих архитеката и аутора и сродних области.
- HAIUPP - обрачун хонорара архитеката
- Зимска прича[4]
- Пројектовање школских зграда
- Лексикон архитектуре и уметничког занатства, прво издање, 2012. „Службени гласник”.[8] У овом Лексикону је 1.900 чланака, са 1.800 колорних илустрација, архитектура је приказана као уметност у контексту опште културе човечанства. У средишту пажње је архитектура на европском тлу, а представљене су и староегипатска, кинеска, јапанска, мајанска и др., као и стилови развијени под утицајем културне традиције Истока. Обрађени су архитектонски појмови, стилови, типови грађевина, национални и регионални покрети и тенденције у архитектури, као и неки појмови у вези с архитектури сродним наукама и научним дисциплинама. Карактеристично је да је аутор и текста и дизајна, а истовремено је урадио и прелом књиге. То је резултирало квалитетом у графичком смислу и зато је Лексикон и проглашен најлепшом књигом сајма. Свака страна је дизајнирана посебно, као целина за себе.
- Атлас ликовних уметника примењених уметности и дизајнера Србије, 21. век, 2014. у сарадњи са Софијом Ланцош Малдини[9]
- ИСТОРИЈА СРПСКЕ УМЕТНОСТИ XVIII-XXI ВЕК, 2018, у издању „Књига комерц”.[10] У овом капиталном издању, на 848 страна са више од 3000 фотографија, ова опсежна енциклопедија представља богату уметничку баштину наших простора и домаћих ликовних стваралаца од прве Велике сеобе Срба 1690. године, до данас. Ово капитално издање, преведено је на енглески језик.[11]
- Интимни свет архитекте : цртежи и слике Божидара Бате Јанковић, 2018.[12]
- Скулптурне форме
- Речник духовности[2]
- Сасвим обична прича[13]